# Marsh-Mallow
Marsh-Mallow（マーシュ・マロウ）は、日本のポリフォニーユニット。Aqua Voce（アクア・ヴォーチェ）が前身。

## 概要
それぞれにソロ活動を行っている女性ミュージシャンたちによるコーラスとアコースティック楽器の演奏を中心とした音楽ユニットである。
1998年、伊藤真澄、上野洋子、丸尾めぐみ、れいちの4名でAqua Voceを結成。東京都のライブを中心に活動した。演奏された曲は、イングランドやウェールズの民謡、上野洋子のソロアルバムやVita Novaに提供した楽曲、各メンバーによる書き下ろしのオリジナル曲をおりまぜたものであった。ライブではメンバー全員によるコーラスを中心とし、マリンバ、アコーディオン、キーボード、パーカッション類による楽器編成は、現在の活動に通じるスタイルである。この名義としてはひかわきょうこの漫画「彼方から」のドラマCDの主題歌「空の誓い」を発表している。
その後、Marsh-Mallowの名で新居昭乃、上野洋子、藤井珠緒、丸尾めぐみ、れいちの5名により、ほぼ同一のスタイルでのライブ活動が続けられた。2001年にアルバム『Marsh mallow』を発売。
後に新居昭乃が脱退、2004年に大幅なメンバーチェンジを行い、上野洋子、落合さとこ、覚和歌子、高田みち子、丸尾めぐみの5名となる。
2006年に覚和歌子が脱退、上々颱風の猪野陽子が加入する。2009年にはこのメンバーによるアルバム『mingle-mangle marsh』を発売した。
2009年からは講談の室井琴柳や俳優冷泉公裕との共演によるライブも行っている。

## ディスコグラフィ
- Marsh mallow （2001年）
- 自然現象 （2005年） 上野洋子のアルバム、Marsh-Mallowの曲が5曲含まれる。
- mingle-mangle marsh （2009年5月）